# Insula Tuzla
Insula Tuzla (în rusă  și ucraineană Тузла) este o insuliță de nisip situată în mijlocul strâmtorii Kerci, între Peninsula Kerci (în vest) și Peninsula Taman (în est). Strâmtoarea Kerci face legătura între Marea Azov și Marea Neagră. Din punct de vedere administrativ, insula Tuzla face parte din municipalitatea Kerci din estul Crimeei.